# Hamis Kitagenda
Hamis Kitagenda (ur. 30 marca 1983 w Kampali) – ugandyjski piłkarz grający na pozycji napastnika. W swojej karierze rozegrał 11 meczów i strzelił 5 goli w reprezentacji Ugandy.

## Kariera klubowa
Na początku swojej kariery Kitagenda grał w klubach Dairy Heroes FC i URA Kampala. W latach 2006–2007 był piłkarzem KCCA FC. W sezonie 2007-2008 ponownie grał w URA Kampala. W latach 2008–2010 był piłkarzem rwandyjskiego Atraco FC. Dwukrotnie został z nim wicemistrzem Rwandy w sezonach 2008/2009 i 2009/2010 oraz zdobył Puchar Rwandy w 2009. W sezonie 2010/2011 reprezentował barwy Police FC. W latach 2011–2013 znów grał w URA Kampala, z którym w 2012 zdobył Puchar Ugandy, a w sezonie 2012/2013 został wicemistrzem tego kraju. W sezonie 2013/2014 występował w tanzańskim Kagera Sugar FC, a w latach 2014-2017 w Soana FC, w którym zakończył karierę.

## Kariera reprezentacyjna
W reprezentacji Ugandy Kitagenda zadebiutował 10 grudnia 2003 w wygranym 2:0 meczu CECAFA Cup 2003 z Rwandą, rozegranym w Chartumie. Od 2003 do 2008 wystąpił w kadrze narodowej 11 razy i strzelił 5 goli.